# Mindszentgodisa
Mindszentgodisa ist eine ungarische Gemeinde im Kreis Hegyhát im Komitat Baranya. Zur Gemeinde gehört der Ortsteil Gyümölcsény.

## Geografische Lage
Mindszentgodisa liegt vier Kilometer südwestlich der Kreisstadt Sásd. Nachbargemeinden sind Oroszló, Bakóca und Kisbeszterce.

## Sehenswürdigkeiten
- Römisch-katholische Kirche Mindenszentek, 1689 erbaut im barocken Stil, 1808 renoviert
- Römisch-katholische Kirche Szűz Mária Szent neve
- Römisch-katholische Kapelle Iskolakápolna, im Ortsteil Gyümölcsény
- Weltkriegsdenkmäler

## Verkehr
Durch Mindszentgodisa verläuft die Nebenstraße Nr. 66102, von der die Nebenstraße Nr. 66137 in nordwestliche Richtung in den Ortsteil Gyümölcsény abzweigt. Es bestehen Busverbindungen nach Bakóca, Kisbeszterce und über Oroszló nach Sásd. Der östlich des Ortes gelegene Bahnhof Godisa ist angebunden an die Eisenbahnstrecken von Pécs nach Dombóvár und von Komló nach Dombóvár.